# Urkontinent
Als Urkontinent wird im Allgemeinen ein Kontinent bezeichnet, der nicht den heutigen, seit etwa 50 Millionen Jahren bestehenden Kontinenten entspricht und dessen vormalige Existenz sich aus verschiedenen geologischen Befunden (vgl. Geoarchiv) ableiten lässt. Diese Urkontinente werden von den Geowissenschaftlern, die ihre vormalige Existenz postulieren, jeweils mit einem Namen belegt, durch den sie von anderen Urkontinenten klar unterschieden werden können.

## Beispiele
Zu den Urkontinenten zählen die Superkontinente Pangaea, Rodinia und Kenorland, der große Südkontinent Gondwana, der große Nordkontinent Laurasia sowie die kleineren Baltica („Ur-Europa“), Laurentia („Ur-Nordamerika“), Nena und andere, die eine eigenständige Existenz führten, bevor sie sich mit anderen Urkontinenten zu einem Groß- oder Superkontinent zusammenschlossen und/oder aus dem Zerfall eines Groß- oder Superkontinentes hervorgegangen waren. Die dem zugrunde liegende Kontinentalbewegung wurde unter anderem von Alfred Wegener beschrieben, der auch den Superkontinent Pangaea benannte.

## Historisches
Nach der wesentlich spezielleren und vor allem fixistischen Definition von Hans Stille ist ein Urkontinent oder Urkraton ein Festlandskomplex, der sich mindestens seit dem „algonkischen Umbruch“ tektonisch konsolidiert hat. Alfred Wegener hingegen wird zugeschrieben, „seine“ Pangaea als den Urkontinent betrachtet zu haben, aus dem alle heutigen Kontinente hervorgingen. Seit sich die Plattentektonik als dominierende Lehrmeinung zur Erklärung der  Kontinentalbewegung durchgesetzt hat, wird davon ausgegangen, dass Pangaea nur eine relativ kurze und auch vergleichsweise junge erdgeschichtliche Phase repräsentiert, und dass auch vorher bereits kleinere und größere driftende Kontinente existiert haben müssen (siehe auch → Wilson-Zyklus).